# Banochaemae
De Banochaemae waren een Germaans volk dat genoemd wordt in Ptolemaeus' Geographia. Volgens Ptolemaeus leefde dit volk ten oosten van de Chamaven, nabij de Elbe.
Ptolemy noemde in zijn werk ook de Baemi. De Baemi en de Banochaemae worden nog wel eens als hetzelfde volk gezien. De Baimoi leefde echter meer in het zuiden, ten noorden van de Donau voordat deze afbuigt in Hongarije. 